# Grand Prix Itálie 1970
Grand Prix Itálie 1970 (oficiálně XLI Gran Premio d'Italia) se jela na okruhu Autodromo Nazionale Monza v Monze v Itálii dne 6. září 1970. Závod byl desátým v pořadí v sezóně 1970 šampionátu Formule 1.

## Závod
| Poř.   | No. | Jezdec               | Konstruktér        | Počet kol | Čas/Odstoupení            | Pořadí na startu | Body |
| ------ | --- | -------------------- | ------------------ | --------- | ------------------------- | ---------------- | ---- |
| 1      | 4   | Clay Regazzoni       | Ferrari            | 68        | 1:39:07.1                 | 3                | 9    |
| 2      | 18  | Jackie Stewart       | March-Ford         | 68        | + 5.73                    | 4                | 6    |
| 3      | 40  | Jean-Pierre Beltoise | Matra              | 68        | + 5.80                    | 14               | 4    |
| 4      | 30  | Denny Hulme          | McLaren-Ford       | 68        | + 6.15                    | 9                | 3    |
| 5      | 46  | Rolf Stommelen       | Brabham-Ford       | 68        | + 6.41                    | 17               | 2    |
| 6      | 20  | François Cevert      | March-Ford         | 68        | + 1:03.46                 | 11               | 1    |
| 7      | 48  | Chris Amon           | March-Ford         | 67        | + 1 kolo                  | 18               |      |
| 8      | 34  | Andrea de Adamich    | McLaren-Alfa Romeo | 61        | + 7 kol                   | 12               |      |
| NC     | 32  | Peter Gethin         | McLaren-Ford       | 60        | Neklasifikován            | 16               |      |
| Ret    | 8   | Jackie Oliver        | BRM                | 36        | Motor                     | 6                |      |
| Ret    | 52  | Ronnie Peterson      | March-Ford         | 35        | Motor                     | 13               |      |
| Ret    | 44  | Jack Brabham         | Brabham-Ford       | 31        | Nehoda                    | 8                |      |
| Ret    | 2   | Jacky Ickx           | Ferrari            | 25        | Spojka                    | 1                |      |
| Ret    | 12  | George Eaton         | BRM                | 21        | Přehřátí                  | 20               |      |
| Ret    | 54  | Tim Schenken         | De Tomaso-Ford     | 17        | Motor                     | 19               |      |
| Ret    | 6   | Ignazio Giunti       | Ferrari            | 14        | Palivový systém           | 5                |      |
| Ret    | 42  | Henri Pescarolo      | Matra              | 14        | Motor                     | 15               |      |
| Ret    | 10  | Pedro Rodríguez      | BRM                | 12        | Motor                     | 2                |      |
| Ret    | 50  | Jo Siffert           | March-Ford         | 3         | Motor                     | 7                |      |
| Ret    | 14  | John Surtees         | Surtees-Ford       | 0         | Elektronika               | 10               |      |
| DNS    | 16  | Jackie Stewart       | Tyrrell-Ford       |           | Pouze trénoval            |                  |      |
| WD     | 28  | Graham Hill          | Lotus-Ford         |           | Odvolán                   |                  |      |
| WD     | 24  | John Miles           | Lotus-Ford         |           | Odvolán                   |                  |      |
| DNS    | 22  | Jochen Rindt         | Lotus-Ford         |           | Fatální nehoda v tréninku |                  |      |
| DNQ    | 38  | Jo Bonnier           | McLaren-Ford       |           |                           |                  |      |
| WD     | 26  | Emerson Fittipaldi   | Lotus-Ford         |           | Odvolán                   |                  |      |
| DNQ    | 36  | Nanni Galli          | McLaren-Alfa Romeo |           |                           |                  |      |
| DNQ    | 56  | Silvio Moser         | Bellasi-Ford       |           |                           |                  |      |
| Zdroj: |     |                      |                    |           |                           |                  |      |

## Průběžné pořadí po závodě
Pohár jezdců
|        | Pořadí | Jezdec         | Body |
| ------ | ------ | -------------- | ---- |
|        | 1      | Jochen Rindt   | 45   |
| 3      | 2      | Jackie Stewart | 25   |
| 1      | 3      | Jack Brabham   | 25   |
| 1      | 4      | Denny Hulme    | 23   |
| 3      | 5      | Clay Regazzoni | 21   |
| Zdroj: |        |                |      |

Pohár konstruktérů
|        | Pořadí | Konstruktér  | Body |
| ------ | ------ | ------------ | ---- |
|        | 1      | Lotus-Ford   | 50   |
|        | 2      | March-Ford   | 39   |
|        | 3      | Brabham-Ford | 35   |
| 1      | 4      | Ferrari      | 34   |
| 1      | 5      | McLaren-Ford | 30   |
| Zdroj: |        |              |      |